# August-Sander-Berufsschule
Die Gemeindedoppelschule war ein 1888 eröffneter Schulkomplex im Berliner Ortsteil Berlin-Friedrichshain. Die Bildungseinrichtung, die Turnhalle und das zugehörige Lehrerwohnhaus stehen als Ensemble unter Denkmalschutz.

## Lage
Das Bauensemble befindet sich auf einem Gelände zwischen der Ehrenbergstraße 24 (östlich), der Naglerstraße 3 (westlich) und einer großen Freiluft-Sportanlage an der Stralauer Allee (südlich). Das Hauptgebäude mit seiner Hauptachse in Ost-West-Richtung nimmt dabei die gesamte Fläche zwischen den Straßen ein. – Nördlich grenzt das BASF-Service-Center die Schulfläche ab.
Das Lehrerwohnhaus steht zwar auf der Fläche der Schule, hat aber einen Eingang direkt von der Naglerstraße aus.

## Geschichte der Schuleinrichtung
In den letzten Jahren des 19. Jahrhunderts verzeichnete Berlin mit seinen Randgebieten einen starken Zuzug von Arbeitern und ihren Familien, hier im späteren Stadtbezirk Friedrichshain entstanden vor allem Fabriken wie Glühlampenhersteller, Flaschenproduzenten; die heutige Oberbaum City, Bahnwerkstätten, eine Hafenanlage mit Lagerhallen und Bootswerften. Für die zahlreichen Schulkinder dieser Familien musste ein Schulneubau realisiert werden. Dessen Bau geht auf Pläne des Magistratsbaudirektors Ludwig Hoffmann zurück. In den Jahren 1886 bis 1888 entstand so an der damaligen Stralauer Allee 25 zuerst die 220. und später die 255. Gemeinde(doppel)schule mit den zugehörigen Dienstbauten.
Zwischen dem beginnenden 20. Jahrhundert und dem Ende des Zweiten Weltkriegs diente die Bildungseinrichtung regelmäßig ihrem Zweck, beide Schulen verblieben in dem Schulkomplex, jedoch wurde jede von einem anderen Rektor geleitet: die 220. Gemeindeschule von Lehmann II (1888, 1918, 1920), die 255. (im Jahr 1918) von dem Pädagogen Emil Palm, der auch in der Schule wohnte. Die offizielle Schulanschrift wechselte von der Stralauer Allee zur Naglerstraße 3.
Die Schule verfügte offenbar über mehrere Dienstwohnungen, denn sowohl ein Stadtsekretär als auch ein Baumeister (Franz Paalzow) wurden 1943 unter der Schuladresse geführt.
In der Ehrenbergstraße 24 gab es in diesen Jahren auf dem Schulgelände auch weiterhin eine Lesehalle, die eine Filiale der Stadtbücherei war. Schulleiter der beiden Gemeindeschulen war in dieser Zeit der Studienrat Karl Gotthold.
Nach Kriegsende öffneten auch die Schulen wieder, die nunmehr dem neugebildeten Magistrat von Berlin mit der Abteilung für Volksbildung unterstanden.
Im Jahr 1957 befand sich in dem Schulkomplex die Berliner Ingenieurschule für Chemie. Die Einrichtung dieser spezialisierten Schule war im Auftrag des Ost-Berliner Magistrats im Jahr 1951 erfolgt.
Auch in den folgenden Jahren (1967, 1975, 1986, 1991) gibt das Adressbuch stetig diese Schuleinrichtung (Ingenieurschule für Chemie Berlin) in der Naglerstraße 3 an.
Die Bildungseinrichtung in der Naglerstraße wurde nach der Wende zur Berufsschule (1. Berufsschule Friedrichshain) und gab sich im Jahr 2004 den Namen „August Sander“' zu Ehren des deutschen Fotografen August Sander.
101 Lehrerinnen und Lehrer sowie drei Sozialpädagogen unterrichten mehr als 800 Schüler (Stand im Schuljahr 2023/2024).
Im Schulgebäude hat sich um das Jahr 2021 unabhängig der oben dargestellten Berufsschule die Kadeshi Ju TaiJutsu-Schule (Japanische Kampfkunst) eingerichtet.

## Ausbildung
Die Schulausbildung bzw. Berufsvorbereitung konzentriert sich auf folgende Berufsfelder:
- Agrarwirtschaft
- Farbtechnik
- Gastgewerbe und Hauswirtschaft
- Gesundheit
- Holztechnik
- Metalltechnik
- Sozialwesen

Diese gliedern sich nach Schulzweigen in Berufliche Schulen mit sonderpädagogischen Aufgaben (=Z1-Azubis, Z2-Lehrgänge), Berufsfachschulen (=Z3) und Berufsschulen (Z4).
Mit den diversen Bildungsmöglichkeiten stehen zahlreiche Praktika (tw. auch im Ausland) sowie Schüleraustausche weltweit zur Verfügung.
Die Arbeit der Schule wird von vier außerschulischen Partnern unterstützt, und die Einrichtung kooperiert mit drei weiteren Berliner Schulen.
Ein Schulförderverein hilft bei den Aktivitäten der Schüler und der Lehrerschaft.

## Leiter, Lehrer und Schüler dieser Schule (Auswahl)
- 1888: Hauptlehrer (ohne Namensangabe)[14]
- 1900: Hr. Lehmann II, Rektor[15]
- 1920: Hr. Lehmann II, Rektor der 220. G.-Schule[16] und
 Emil Palm (255. G.-Schule)
- 1935: Karl Gotthold, Studienrat[7]
- 2020er Jahre: Frau Baldeweg, Schulleiterin[11]

## Geschichte, Beschreibung und Architektur des Schulgebäudes
Zu Beginn des 20. Jahrhunderts (1901–02) plante Hoffmann in Zusammenarbeit mit dem Architekten Helmut Weber den Bau einer Gemeindeschule für den Bereich um die industriellen Neuansiedlungen zunächst auf der Ostseite der Straße 46a (seit 1900: Ehrenbergstraße); der Standort konnte noch in der Planungsphase auf die westliche Seite geändert werden, wo eine größere Baufläche zur Verfügung stand. Der dann gebaute Schulkomplex bestand aus einem Schulgebäude, einem Lehrerwohnhaus sowie einer kombinierten Turn- und Volkslesehalle. Die mit roten Ziegeln verblendeten gemauerten Gebäude gruppierten sich um eine Grünfläche.
Die völlig rechteckige Grundfläche des eigentlichen Schulgebäudes ist ca. 95 m lang und 19 m breit. Im Keller des Hauses befand sich eine Heizungsanlage, für welche es im Erdgeschoss eine Dienstwohnung gab.
Vor der Kriegszerstörung verfügte es über einen Hauptgiebel (mittig) und zwei Nebengiebel zur jeweiligen Straßenseite.
Zum Ende des Zweiten Weltkriegs, 1945 wurden die oberirdischen Teile des Schulgebäudes zerstört. Erhalten blieben das Kellergewölbe und der Sandsteinsockel, auf welchen zu Beginn der 1950er Jahre im Auftrag des Magistrats von Groß-Berlin ein neuer Schulbau errichtet wurde, dessen Gestaltung und Höhe sich ein wenig am historischen Original orientiert. Die Entwürfe lieferten die Architekten Schröder & Groß sowie der Bauingenieur Heinrich Schultze, der auch die Bauarbeiten leitete. Die Wiedereröffnung der Schule fand im Jahr 1961 statt.

## Sport- bzw. Turnhalle
Für diese Nutzung gab es auf dem Schulgelände einen Solobau, im rechten Winkel zum Schulhaus angeordnet, 40 m lang, 15 m breit und mit drei Etagen und einem Flachdach. Teile der Turnhalle dienten nach ihrer Fertigstellung als Volkslesehalle und später auch als Depot für die Straßenreinigung. Dieses Bauwerk ist erhalten und wird von der Berufsschule weiter genutzt.

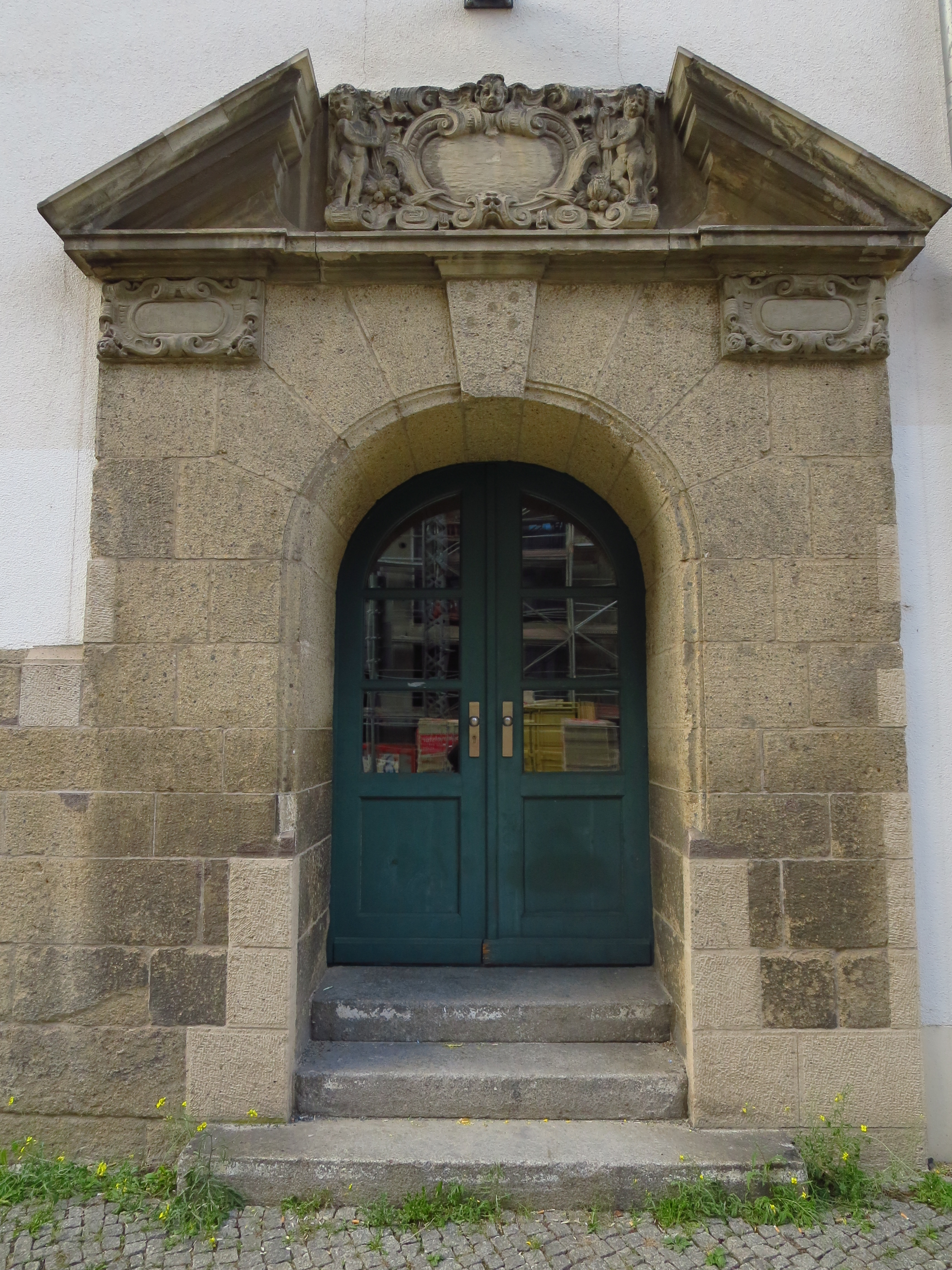
Portal der Turnhalle, Ehrenbergstr. 24

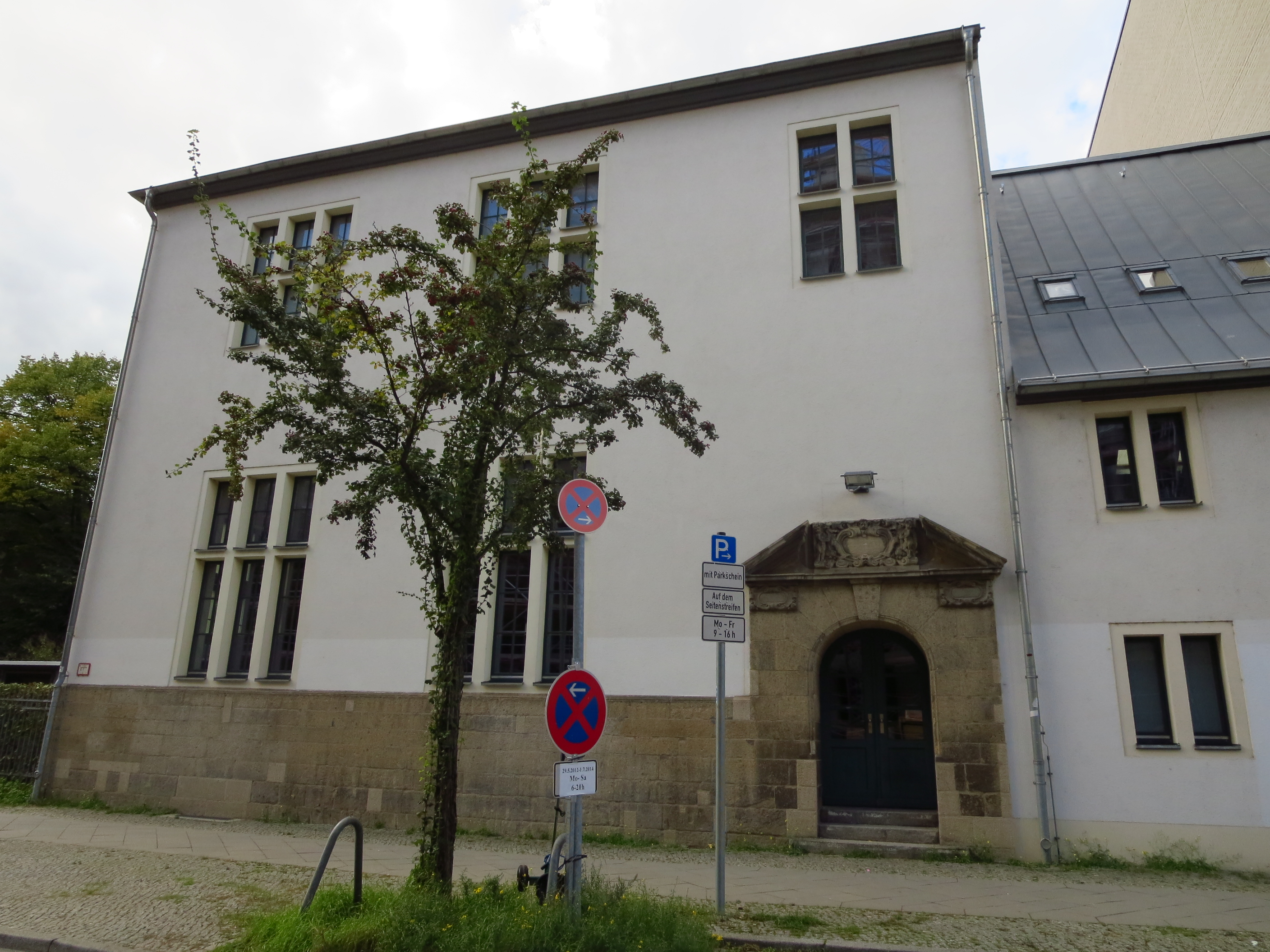
Turnhalle

Ludwig Hoffmann und Ludwig Emil erstellten die Baupläne für das als Mehrzweckgebäude vorgesehene Haus, welches im Jahr 1904 eingeweiht werden konnte.
Im Jahr 1954 lieferte das Architekten- und Ingenieur-Kollektiv Berlin C 2 Pläne zum Umbau bzw. einer Wiederherstellung der stark beschädigten Sporthalle, die Bauausführung erledigte das Kollektiv Lewandowski-Kohl Bauherren waren das DDR-Ministerium für Schwerindustrie und der Magistrat von Groß-Berlin.
Es ist ein zweigeschossiges Bauwerk auf L-förmiger Grundfläche (26 m – senkrecht zur Straße – mal 20 m – parallel zur Straße). Die Schmuckreliefs aus dem Baujahr sind erhalten geblieben und wurden beim Wiederaufbau in die Fassade integriert. Allerdings wurde der Neubau nun verputzt.
Das wieder errichtete Natursteinportal im Neorenaissance-Stil war wegen der Doppelnutzung des Hauses (Bibliothek) als gesonderter Zugang von der Ehrenbergstraße aus notwendig.

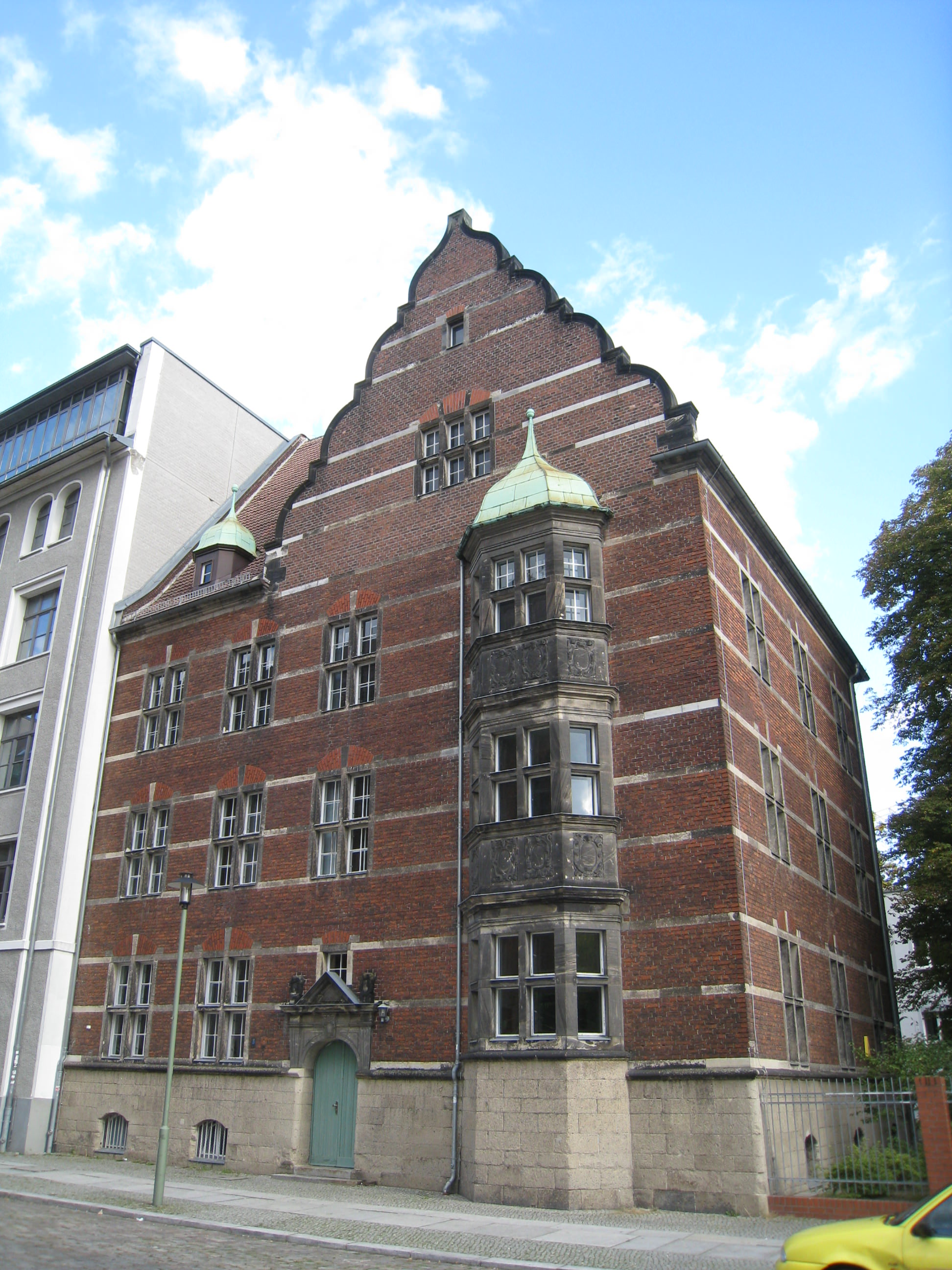
Lehrerwohnhaus

## Lehrerwohnhaus
Das Lehrerwohnhaus, ebenfalls im Stil der Neorenaissance gehalten, besitzt einen geschweiften Giebel, einen sechseckigen dreietagigen Erker mit geschweifter Haube und einen passend gestalteten Dachreiter. Die Hauptfassade von etwa 30 m Länge erstreckt sich entlang der Naglerstraße.
Horizontale Werksteinstreifen in äquidistanten Abständen im Mauerwerk bilden einen farblichen Kontrast zur unverputzten Backsteinfassade.